# Doenitzius
Doenitzius là một chi nhện trong họ Linyphiidae.